# Züriputsch
Züriputsch var en statskupp i Zürich i september 1839. Förloppet benämns ibland även Straussenhandel.

## Förhistoria och förlopp
Zürichs universitet inrättades år 1833. Den 26 januari 1839 tillsatte Zürichs utbildningskommission (Erziehungsrat), ledd av Conrad Melchior Hirzel, den liberale teologen David Strauss som professor för dogmatik och kyrkohistoria, vilket mötte utbrett och organiserat motstånd i landsförsamlingarna. Kantonsparlamentet (Grosse Rat) beslöt pensionera Strauss, men oppositionella kommittéer fortsatte beklaga sekularisering och krävde universitetets stängning. Efter stormringning i flera kyrkor marscherade ett tåg under ledning av Bernhard Hirzel till Zürich den 6 september. Vid sammanstötning med militär dödades 15 demonstranter liksom regeringsmedlemmen Johannes Hegetschweiler. Under den följande oredan övertog en provisorisk regering, ledd av översten Paul Karl Eduard Ziegler makten och utlyste nyval till den 17 september, vilka vanns av de konservativa. Ny ledare blev Hans Jakob Hürlimann-Landis.

## Följder
- Statskuppen rapporterades i europeiska tidningar och gjorde att det schweizertyska ordet Putsch (knall, sammanstötning) infördes i tyska, engelska och franska språken.
- Den konservativa regeringen upplöstes efter valen 1845.